# Le Gendarme de Champignol
Série
Nous autres à Champignol
(1957) Le Caïd de Champignol
(1966)
Pour plus de détails, voir Fiche technique et Distribution.
Le Gendarme de Champignol est un film français réalisé par Jean Bastia en 1958 et sorti en 1959.

## Synopsis
Claudius Binoche, brigadier de gendarmerie à Champignol, est sur le point d'épouser Suzette, la demoiselle de la poste, lorsque celle-ci disparaît, appelée dans le village de Buzy par un mystérieux télégramme. Le brigadier se fait muter à Buzy pour mener son enquête, mais Buzy, n'est pas Champignol et le capitaine Raspec est un supérieur irascible. Suzette est introuvable et Binoche ne trouve rien de mieux que d'organiser des vols sous le nom de « Bandit de la colline aux oiseaux ». Or, ce bandit-là existe et sévit. Il s'appelle Vittorio. Binoche, qui voulait faire ses preuves, gagne la considération du pays et l'amitié de Vittorio, le propre frère de Suzette.

## Fiche technique
- Titre : Le Gendarme de Champignol
- Réalisation : Jean Bastia
- Scénario : Roger Pierre
- Adaptation : Roger Pierre et Jean Bastia
- Dialogue : Roger Pierre
- Assistant réalisateur : Alain Roux
- Photographie : Marc Fossard
- Opérateur : Roger Duculot, assisté de André-Maurice Delille et Clovis Terry
- Son : René Longuet, assisté de Jean Zann et Raphaël Delouvrier
- Décors : Jean Mandaroux, assisté de Jacques d'Ovidio
- Montage : Jacques Desagneaux, assisté de Noëlle Balenci
- Musique : Paul Misraki et Richard Cornu (éditions : Impéria)
- Script-girl : Suzanne Faye
- Maquillage : Monique Huyard
- Habilleuse : Paulette Ten-Have et Luce Scatena
- Secrétaire de production : Françoise Bouchez
- Directeur de production : Jean Rivière
- Chef de production : Marcel Roux
- Photographe de plateau : Jean Klissak
- Régisseur : Alain Darbon
- Régisseur extérieur : Georges Fluet
- Accessoiriste : Louis Charpeau, René Villecocq
- Tournage dans les studios Eclair du 15 octobre au 26 novembre 1958
- Développement et Tirage : Studios Eclair
- Système sonore : S.E.M.S
- Production : Chronos-Films
- Distribution : Cinédis
- Pays :  France
- Format : Pellicule 35 mm, noir et blanc
- Genre : Comédie
- Durée : 90 min
- Première présentation le 27/05/1959
- Visa d'exploitation : 21407

## Distribution
- Jean Richard : Claudius Binoche, brigadier de gendarmerie
- Véronique Zuber : Suzette, la postière, sœur de Vittorio
- Roger Pierre : Vittorio, le bandit de la colline aux oiseaux
- Noël Roquevert : le capitaine de gendarmerie Raspec
- Nadine Basile : Suzette Grégorio, la fille du maire de Buzy
- Max Elloy : le gendarme La Huchette
- Jacques Dynam : le gendarme Ratinet
- Alfred Adam : Monsieur Grégoire, le maire de Buzy
- Mag Avril : une postière
- Florence Blot : une vendeuse
- Alexandre Dréan : le docteur
- Albert Michel : le geôlier
- Edmond Cheni : le gendarme Minou
- Mario David : un homme au restaurant
- Jack Ary : le droguiste
- Max Martel : un habitant de Buzy
- Jacky Blanchot : un consommateur
- Max Desrau : un consommateur
- Marcel Rouze : le restaurateur
- Robert Rollis : Antoine
- Charles Bouillaud : l'adjudant Fournier
- Laure Paillette : la dame aux timbres
- Jean-Paul Rouland : le pharmacien
- Georges Demas : Marcel
- Bernard Musson : le croque-mort
- Pierre Duncan : le camionneur
- Emile Riandreys : un consommateur